# 나카지마촌 (니가타현 니시칸바라군)
나카지마촌(中島村)은 니가타현 니시칸바라군에 설치되었던 촌이다.